# Oscar-Pierre Mathieu
Pour les articles homonymes, voir Mathieu.
Oscar-Pierre Mathieu (né le 29 avril 1845 à Saint-Jean-de-Fos et mort le 23 avril 1881 à Saint-Maur-des-Fossés) est un peintre français du XIXe siècle. Il a peint des peintures d'histoire, des peintures orientalistes, des peintures de genre, des portraits et des peintures murales.

## Biographie
Oscar-Pierre Mathieu est entré à l'École des beaux-arts de Paris et a étudié avec Ange Tissier, Léon Cogniet et Alexandre Cabanel.
Il fréquente le Salon de 1864 à 1881 et reçoit le 2e Prix de Rome en 1869 pour Le Soldat de Marathon, huile sur toile aujourd'hui au Musée des beaux-arts de Calais. En 1871, il remporte le 3e Prix de Rome pour Les Adieux d'Œdipe aux cadavres de sa femme et de ses fils, huile sur toile aujourd'hui dans une collection privée. En 1872, il remporte le 3e Prix de Rome pour Une scène du déluge, huile sur toile conservée dans une collection privée. Oscar Mathieu a également remporté le prix de l'exposition au Salon de Paris 1875.
Il est également connu pour avoir peint le plafond de la salle de mariage de l'hôtel de ville de Clichy, les médaillons et les linteaux représentant l'Amour et la Vertu, certains des croquis du projet ont été exposés au Musée du Petit Palais et à l'École nationale supérieure des beaux-arts pendant l'exposition Le Triomphe des mairies. Grands décors républicains à Paris 1870-1914, du 8 novembre 1986 au 18 janvier 1987.

## Œuvres dans les collections publiques
- Musée Rolin à Autun : Le Triomphe de Flora d'après Poussin, huile sur toile
- Musée des beaux-arts de Brest : Étude de Femme
- Musée des beaux-arts de Calais : Le Soldat de Marathon
- Musée de Tessé - Le Mans : Romain Vaincu
- Musée d'histoire et d'archéologie - Nuits-Saint-Georges : Le Général Cremer

## Prix de Rome et Salon
- 1er Accessit Prix de Rome 1869, Le Soldat de Marathon, huile sur toile. Musée des Beaux Arts - Ville de Calais.
- 2e Accessit Prix de Rome 1871, Les Adieux d'Œdipe aux cadavres de sa femme et de ses fils, huile sur toile, collection particulière.
- 2e Accessit Prix de Rome 1872, Une scène du déluge, huile sur toile, collection particulière.
- Prix de l’exposition au Salon de 1975.

## Galerie

Œuvres de Oscar-Pierre Mathieu
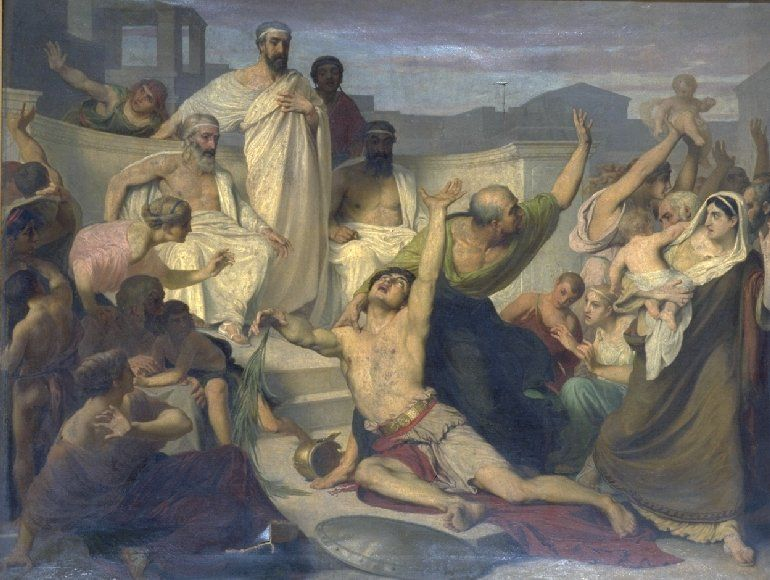
Le Soldat de Marathon (1869) Musée des Beaux Arts de Calais. 1er Accessit pour le prix de Rome 1869[7].
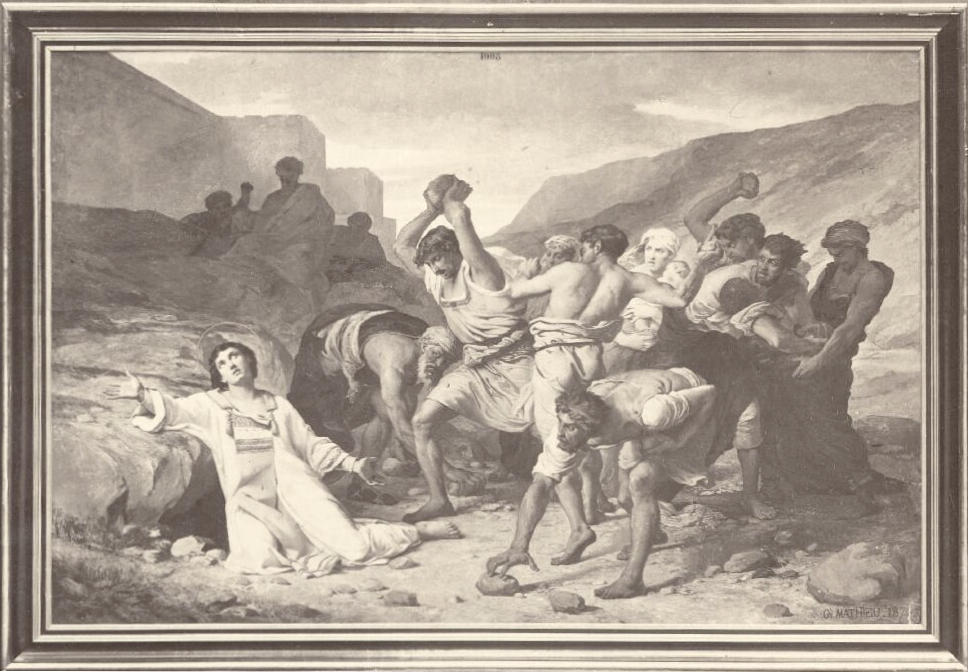
La Lapidation de Saint Étienne (Salon de 1870) œuvre d'art achetée par l'État au salon annuel organisé par l'administration des Beaux-Arts au Palais des Champs-Élysées à Paris en 1870[8].